# Geffen Records

Geffen Records Logo

Geffen Records ist ein US-amerikanisches Musiklabel. Es gehört heute zur Universal Music Group, ihrerseits Tochter von Vivendi (vormals Vivendi Universal). Es bildet einen Teil der Interscope-Geffen-A&M-Gruppe der Universal Music Group.

## Unternehmensgeschichte
Das Label wurde 1975 von David Geffen gegründet, welches von Warner Bros. Records getragen wurde. Geffen hatte 1972 bereits Asylum Records gegründet. Geffen Records war daher ursprünglich Teil von Warner Bros. Records. Warner verkaufte es 1990 an die MCA. Als Seagram 1995 die MCA übernahm, strukturierte man den Musikbereich der MCA neu zur Universal Music Group. Mit dem Kauf von Polygram wuchs die UMG zum weltweit größten Musikkonzern, der seither immer wieder in kleinerem Rahmen neu strukturiert wird.
Um Kosten zu sparen, wurde 2003 das Label MCA Records – benannt in Anlehnung an den ehemaligen, großen Mutterkonzern MCA – mit Geffen verschmolzen. Als Labelname wurde Geffen gewählt, da er bekannter war; als letztes ehemaliges MCA Records-Label ist das Countrymusik-Label MCA Nashville Records aktiv.
Ende 2007/Anfang 2008 verband Universal das Label Geffen mit den Labels Interscope Records und A&M Records zu Interscope-Geffen-A&M-Gruppe. Seitdem bildet Geffen einen Teil der Gruppe.

## Künstler und Bands
Auf Geffen veröffentlichten viele einflussreiche Solokünstler und Bands ihre Platten; hier eine Auswahl:
- Aerosmith
- Angels & Airwaves
- Asia
- Audioslave
- Beck
- blink-182
- Bloodhound Gang
- Boxcar Racer
- Cell
- Cher
- Chris Rea
- Common
- Counting Crows
- Drop Dead, Gorgeous
- Eels
- Eve
- Nelly Furtado
- Peter Gabriel
- Game
- Garbage
- Guns n’ Roses
- GZA
- Don Henley
- Hole
- Elton John
- Kitarō
- John Lennon
- Le Sserafim
- Lifehouse
- Limp Bizkit
- Mary J. Blige
- Leroy Miller
- Kylie Minogue
- Mos Def
- New Found Glory
- Nirvana
- Olivia Rodrigo
- Yoko Ono
- Papa Roach
- Professional Murder Music
- Puddle of Mudd
- Quarterflash
- Rise Against
- Shaggy
- Ashlee Simpson
- Snoop Dogg
- Sonic Youth
- The Stone Roses
- Donna Summer
- The Revolution Smile
- The Roots
- The Wanted
- Tesla
- Trust Company
- Rufus Wainwright
- Weezer
- Whitesnake
- Neil Young
- Rob Zombie
- Zakk Wylde